# Frankrikes Davis Cup-lag
Frankrikes Davis Cup-lag (franska: Équipe de France de Coupe Davis) representerar Frankrike i tennisturneringen Davis Cup och kontrolleras av Fédération Française de Tennis. 
Frankrike deltog i turneringen första gången 1904, och har vunnit turneringen 10 gånger, senast 2017.

## Frankrikes segerår
- 1927, 1928, 1929, 1930, 1931, 1932, 1991, 1996, 2001, 2017

### Fotnoter
1. ↑  ”Frankrike tog hem Davis Cup” (på svenska). Sportbladet. 26 november 2017. https://www.aftonbladet.se/senastenytt/ttsport/sport/article26746524.ab. Läst 28 november 2017.